# Meydan Beach Hotel
Le Meydan Beach Hotel est un gratte-ciel en construction à Dubaï aux Émirats arabes unis. Ils s'élèvera à 258 mètres pour 55 étages et abritera un hôtel. 